# بارو

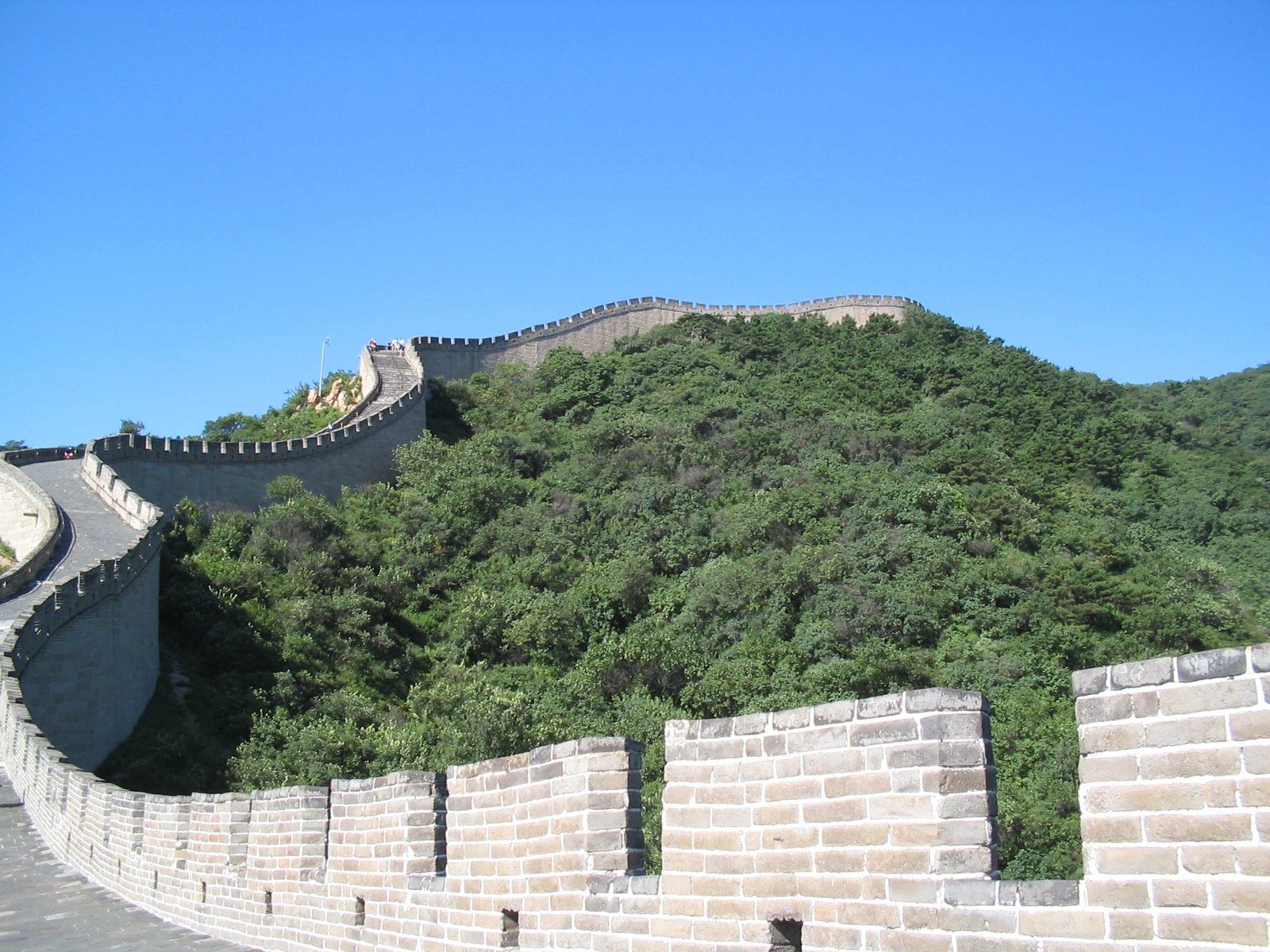
دیوار بزرگ چین

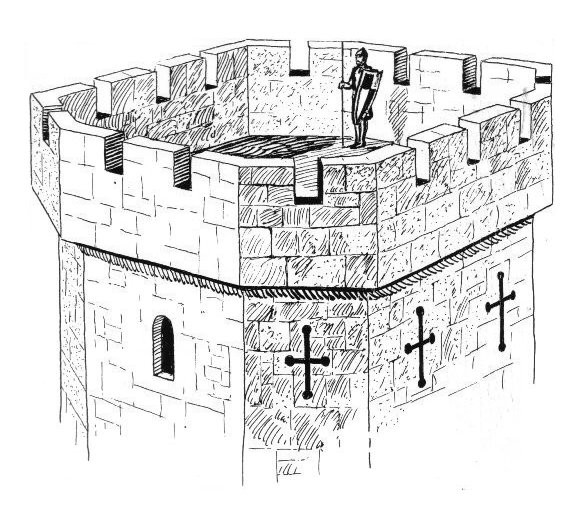
طراحی باروی یک برج

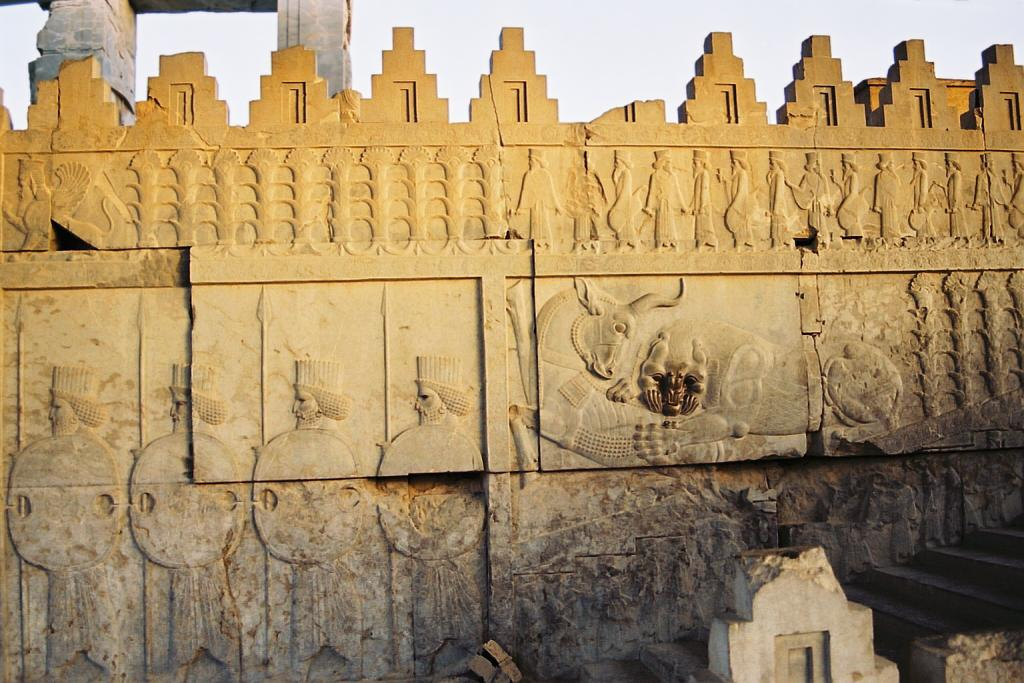
تخت جمشید

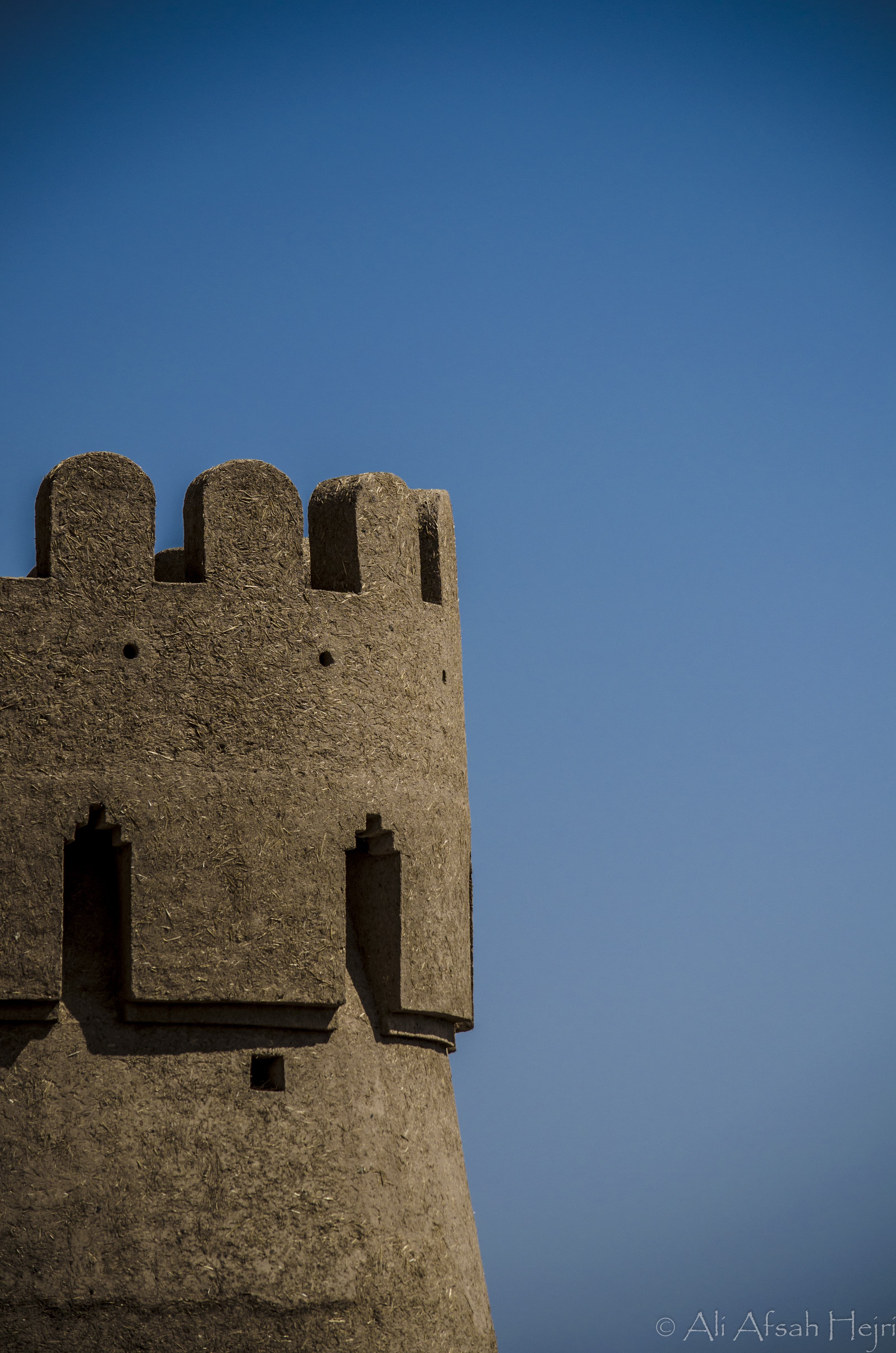
باروی برج ارگ بم

بارو (انگلیسی: Battlement) در سازه‌های دفاعی، مثل حصار شهر یا قلعه، شامل یک جان‌پناه (دیوار دفاعی کوتاهی که ارتفاعش بین ارتفاع سینه و سر انسان متغیر است) می‌شود و در درون آن معمولاً شیارها یا دندانه‌هایی مستطیلی در فواصل منظم وجود دارد که به مدافعان اجازهٔ پرتاب تیر یا دیگر پرتابه‌ها را می‌داده است. به این شیارها مزغل و به حجم‌های صلب بین شیارها شرفه گفته می‌شود. بر روی دیوارها پشت مزغل و شرفه راهرویی محافظت شده ایجاد می‌شد، و بر روی برج‌ها و ساختمان‌ها با سقف صاف سکویی برای جنگ.